# Zlatko Kovačević
Zlatko Kovačević (in serbo Златко Ковачевић?; 20 giugno 1917 – ...) è stato un cestista jugoslavo.

## Carriera
Con la Jugoslavia ha disputato i Campionati europei del 1947.